# Mauritius (schip, 1612)
De Mauritius was een vroeg-17e-eeuws Nederlands houten zeilschip, dat in dienst van de Vereenigde Oostindische Compagnie de westkust van Australië mede ontdekte. Het schip werd gebouwd in 1612 en voer voor het eerst uit van de rede van Texel naar Bantam in 1613 onder schipper Leendert Jakobsz. De laatst met zekerheid bekende tocht voerde van de Wielingen naar Batavia in 1625 onder schipper Reinier Pels, waarna het schip in de Oost bleef. Latere tochten in de Oost zijn niet met volledige zekerheid vast te stellen vanwege niet ondenkbare verwarring met een in 1623 gebouwd gelijknamig kleiner schip.

## Beschrijving

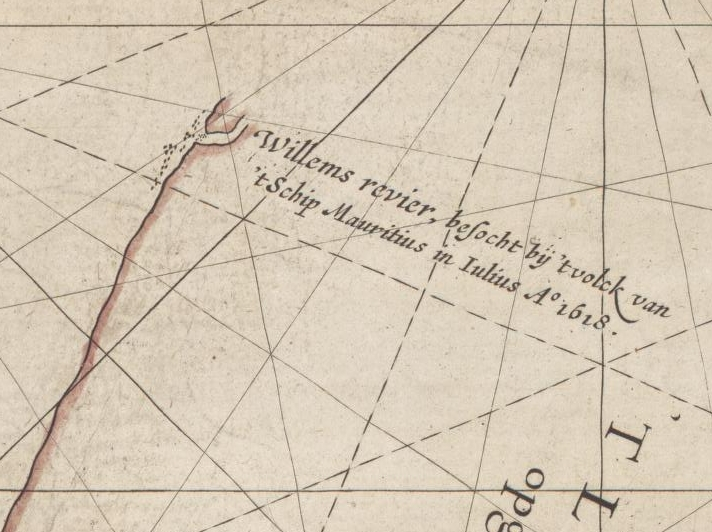
Detail van de Caert van't Landt van d'Eendracht, waar de Mauritius genoemd wordt

De Mauritius vertrok op 4 januari 1618 van de rede van Texel, met bestemming Bantam. Tijdens de reis van werd de Mauritius gecommandeerd door supercargo Willem Jansz; als kapitein trad Lenaert Jacobszoon op. Op 31 juli 1618 werd de Noordwestkaap (noordwestkust van West-Australië) bereikt. De bemanning dacht dat het belangrijkste schiereiland ten westen van de golf van Exmouth een eiland was. Aan land werden menselijke voetindrukken ontdekt. In de brief van supercargo Willem Jansz aan de bevelhebbers van de Amsterdamse Kamer van 6 oktober 1618 stond onder meer: Wij hebben 1.000 mijl met succes in oostwaartse richting gevaren. Deze brief dient om u te informeren dat wij op de 8e juni met het schip Mauritius de Kaap de Bon Esperence met sterke westelijke winden zijn gepasseerd, waardoor we geen land aan konden doen. Hierna zeilden we duizend mijl oostelijk in de 38e zuidelijke breedtegraad, hoewel we wensten dat we nog meer naar het oosten hadden kunnen gaan. Aan de westelijke kant strekte het land zich uit in de richting noordnoordoost en zuidzuidwest; het meet 15 mijl in de lengte en het noordelijkste punt is gelegen op 22° zuiderbreedte. Vanaf Eendrachtsland zullen wij, bij gratie gods, veilig te Bantam aankomen op de 22e van de maand augustus.
De Mauritius wordt genoemd op de Caert van't Landt van d'Eendracht, een kaart uit 1627, gemaakt door Hessel Gerritsz, en een van de oudste kaarten waarop Australië te zien was. Tijdens de reis van 1618 bezocht de bemanning een rivier, de Willemsrivier, die deels in kaart gebracht werd; waarschijnlijk werd de rivier genoemd naar de commandant van de Mauritius, Willem Jansz. Op de kaart staan de woorden:  Willems revier, besocht by 't volck van 't Schip Mauritius in Iulius A° 1618. Willem Jansz was in 1605-1606 kapitein geweest van de Duyfken, toen een deel van de Golf van Carpentaria in kaart werd gebracht, tijdens een van de vroegste gerapporteerde Nederlandse bezoeken aan Australië. Tegenwoordig denkt men dat de Willemsrivier de latere Ashburton is geweest. Deze rivier ligt op precies dezelfde positie van 21 graden en 40 minuten zuiderbreedte en 114 graden en 56 minuten oosterbreedte. De Caert van't Landt van d'Eendracht was gebaseerd op een aantal ontdekkingsreizen, waarvan de eerste die in 1616 van Dirck Hartog was. Op deze reis noemde Hartog Eendrachtsland naar zijn schip, de Eendracht.
De Mauritius bereikte op 22 augustus 1618 haar bestemming, Bantam. Zij werd in september 1622 genoemd: Maar in de tussentijd, in de jaren 1616, 1618, 1619 en 1622, werd de westkust van dit grote onbekende land, gelegen op een hoogte van 35° tot 22° zuiderbreedte ontdekt door diverse schepen, waaronder het schip de Eendracht. Om dit land nader te ontdekken stuurde gouverneur-generaal Jan Pieterszoon Coen in september 1622 de jachten de Haring en de Harewind op weg maar de reis werd afgebroken toen men het schip Mauritius ontmoette en men verder ging zoeken naar het schip Rotterdam.
Aagtekerke · Akerendam · Amsterdam · Arnhem · Batavia · Bleijenburg · Concordia · De Dry Heuvels · De Dry Papegaijtiens · Dromedaris · Duyfken · Eendracht · Eendraght · Fortuyn · Geldermalsen · Gouden Buys · Goudriaan · 't Gulden Zeepaert · Halve Maen · Hof van Zeelandt · Hollandia · Landskroon · Leeuwin · Magdalena · Mauritius · Meermin · Midloo · Negotie · Nieuw Hoorn · Nieuwvliet · Nijenburg · Oude Zijpe (1711) · Oude Zijpe (1740) · Prins Willem · Rarop · Ravenstein · Ridderschap van Holland · Saerdam · Schiedam · Valkenbos · Vergulde Draeck · 't Vliegend Hert · Voetboog · Wapen van Amsterdam · 't Wapen van Hoorn · Westerbeek · Wimmenum · Zuytdorp · Zeewijk